# District de Nakagawa (Tokachi)
Pour les articles homonymes, voir Nakagawa (homonymie).

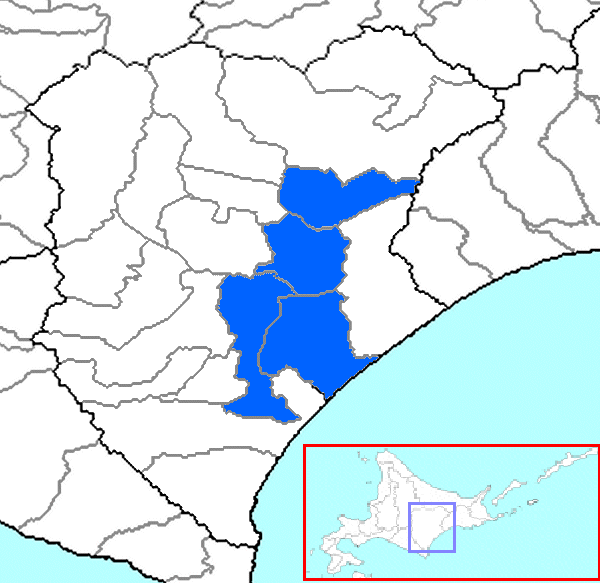
Emplacement du district de Nakagawa dans la sous-préfecture de Tokachi.

Le district de Nakagawa (中川郡, Nakagawa-gun) est un district de la sous-préfecture de Tokachi, sur l'île de Hokkaidō, au Japon.

## Géographie
Au 30 septembre 2015, la population du district est estimée à 45 487 habitants pour une superficie totale de 1 778,05 km2, soit une densité de 25,6 personnes/km2.

## Bourgs
- Honbetsu
- Ikeda
- Makubetsu
- Toyokoro